# Ståle Solbakken
Pour les articles homonymes, voir Solbakken.
Ståle Solbakken, né le 27 février 1968 à Kongsvinger (Norvège), est un footballeur international norvégien devenu entraîneur.

## Biographie

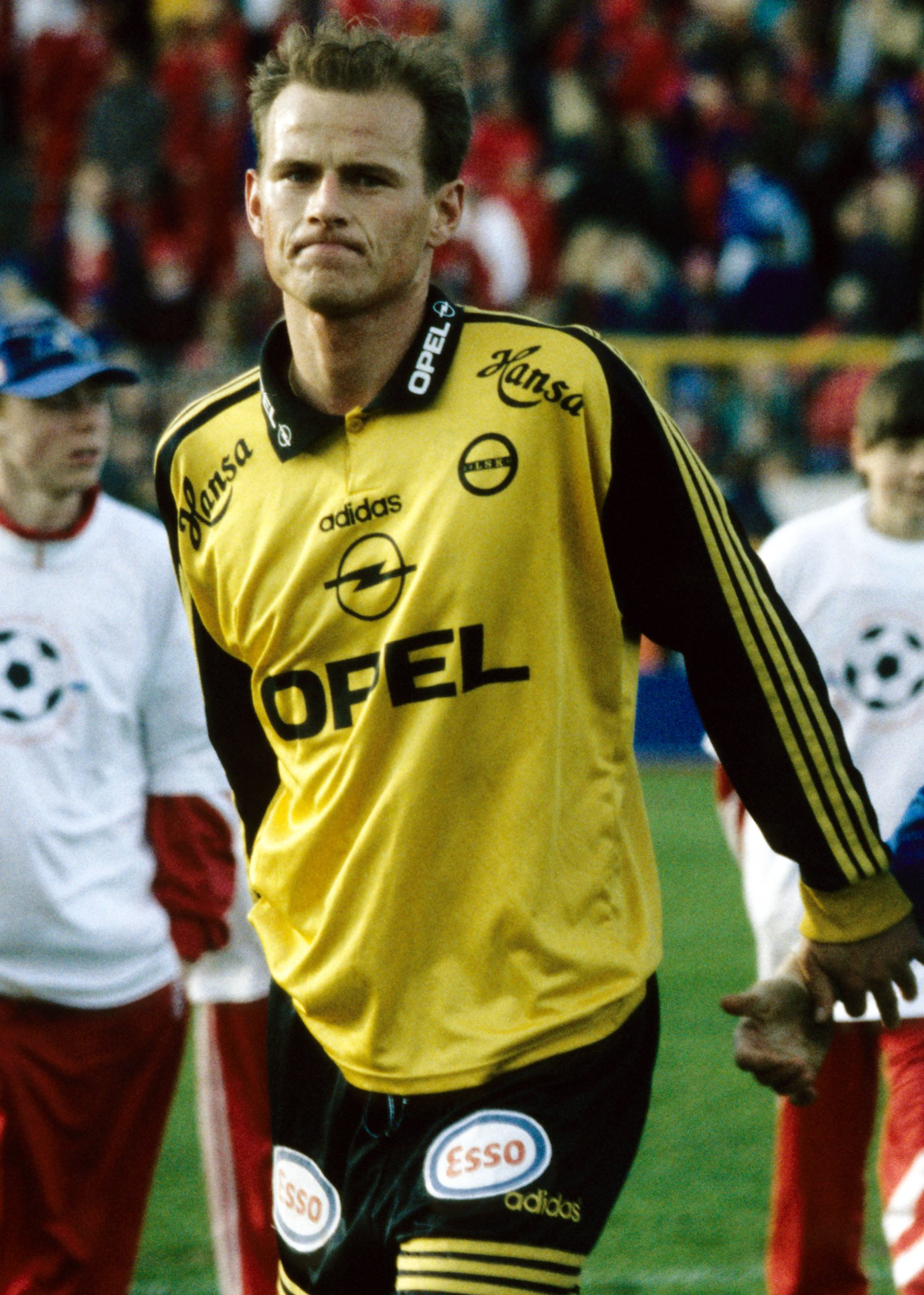
Solbakken en 1996 sous les couleurs de Lillestrøm.

### Carrière de joueur
Le 13 mars 2001, Solbakken, alors joueur du FC Copenhague depuis seulement quatorze matchs, tombe au sol. Sur le terrain, il est donné pour mort par les médecins. Diagnostic : arrêt cardiaque. Pourtant, douze minutes plus tard, il est réanimé dans l’ambulance qui l’accompagne à l’hôpital. Il ne jouera plus jamais au foot et un pacemaker lui donne maintenant le tempo.

### Carrière d'entraîneur
En 2011, il réussit à emmener le FC Copenhague en huitièmes de finale de la Ligue des champions, une première pour un club danois.
Le 13 avril 2012, il est limogé de son poste d'entraîneur à la suite des mauvais résultats. Un mois plus tard, il est nommé entraîneur de Wolverhampton et prendra ses fonctions le 1er juillet. En janvier 2013, il est démis de ses fonctions.
En août 2013, il est nommé entraineur du FC Copenhague. Il est démis de ses fonctions le 10 octobre 2020 à la suite d'un mauvais début de saison.
Libre depuis deux mois, Ståle Solbakken est nommé sélectionneur de l'équipe nationale de Norvège le 3 décembre 2020. Il prend ses fonctions à partir du 7 décembre et succède donc à Lars Lagerbäck, qui a échoué à qualifier l'équipe pour l'Euro 2020.

## Palmarès

### Palmarès de joueur
Aalborg BK
- Champion du Danemark en 1999.

 FC Copenhague
- Champion du Danemark en 2001.

### Palmarès d’entraîneur
FC Copenhague
- Champion du Danemark en 2007, 2009, 2010, 2011, 2016 et 2017.
- Vainqueur de la Coupe du Danemark en 2015, 2016 et 2017